# Mary Burke
Lady Mary Burke (vers 1560 - vers 1627) est une noble irlandaise et consort de Brian O'Rourke.

## Biographie
Lady Mary Burke est née vers 1560. Elle est la fille de Richard Burke, 2e comte de Clanricarde et de Margaret O'Brien, fille de Murrough O'Brien, 1er comte de Thomond. Elle est également connue sous le nom de Lady Mary Ny Vryen ou Lady Mary Ní Bhriain, du nom de sa mère. Elle épouse Brian O'Rourke vers 1575 ou 1576. Burke est une ardente partisane de la reine Elizabeth I et quitte son mari peu après la naissance de son fils Teigue en raison des activités rebelles de son mari. Le couple a deux autres fils, Art et Eogan. Après la séparation, elle souhaite épouser John Fitzgerald, le frère de James FitzGerald, 14e comte de Desmond, mais il est tué en 1582. Au lieu de cela, elle épouse Theobald Burke, le fils aîné de William Burke. Ils ont quatre fils, John, Richard, Thomas et Theobald, dont deux auraient pu être jumeaux. Son mari meurt dans une escarmouche avec James FitzMaurice FitzGerald en 1579,.
Devenue veuve, Burke se bat pour garantir les droits de sa famille. Elle obtient la garde des terres de Burke et de leur fils et héritier, John, en 1580. En 1582, elle dépose une plainte auprès du conseil privé irlandais selon laquelle « elle et ses locataires [sont] assaillis de rebelles mendiants », et elle doit vivre dans la ville de Limerick, et demande « la récompense pour avoir tué James Fitzmaurice ». Elle vit dans la pauvreté à Limerick mais en juillet 1582, elle reçoit 1 000 marks en récompense de l’exécution de James Fitzmaurice. Restée à Limerick, son fils Teigue y fait ses études en 1592. Sous son influence, Teigue est fidèle à l'Angleterre pendant la guerre de Neuf Ans, et obtient trois châteaux et 445 parcelles de terre dans le comté de Leitrim en 1603 par Jacques Ier.
Les autres enfants de Burke restent également fidèles à l'Angleterre. Son fils John meurt jeune, et en 1600, Richard et Thomas sont tués par le capitaine mercenaire de Hugh O'Neill, Dermot O'Connor, à Bunbristy Bridge. Theobald, son fils survivant de son deuxième mariage, est favorisé par Jacques Ier qui lui accorde de grandes étendues de terre à travers l'Irlande et créé le titre de Baron Bourke de Brittas pour lui.
Burke se marie une troisième fois avec Sir John Moore, de Bryes dans le comté de Mayo. Le couple a au moins deux filles, Mary et Cicely,. Ils prennent des dispositions pour la famille de Moore en 1611, lorsque Moore accorde ses terres à Donogh O'Brien, 4e comte de Thomond « à conserver à l'usage de John Moore le jeune ». Burke et Moore conserve le château de Clonbigney et les six parcelles de terres du comté de Mayo pour eux.
La date exacte de la mort de Burke est inconnue, mais on pense qu'elle se situe à la fin des années 1620.